# 诸国本
诸国本（1935年12月—），男，江苏无锡人，中国中医学家，曾任国家中医药管理局副局长，中国民族医药学会会长。